# Sery zwarowe

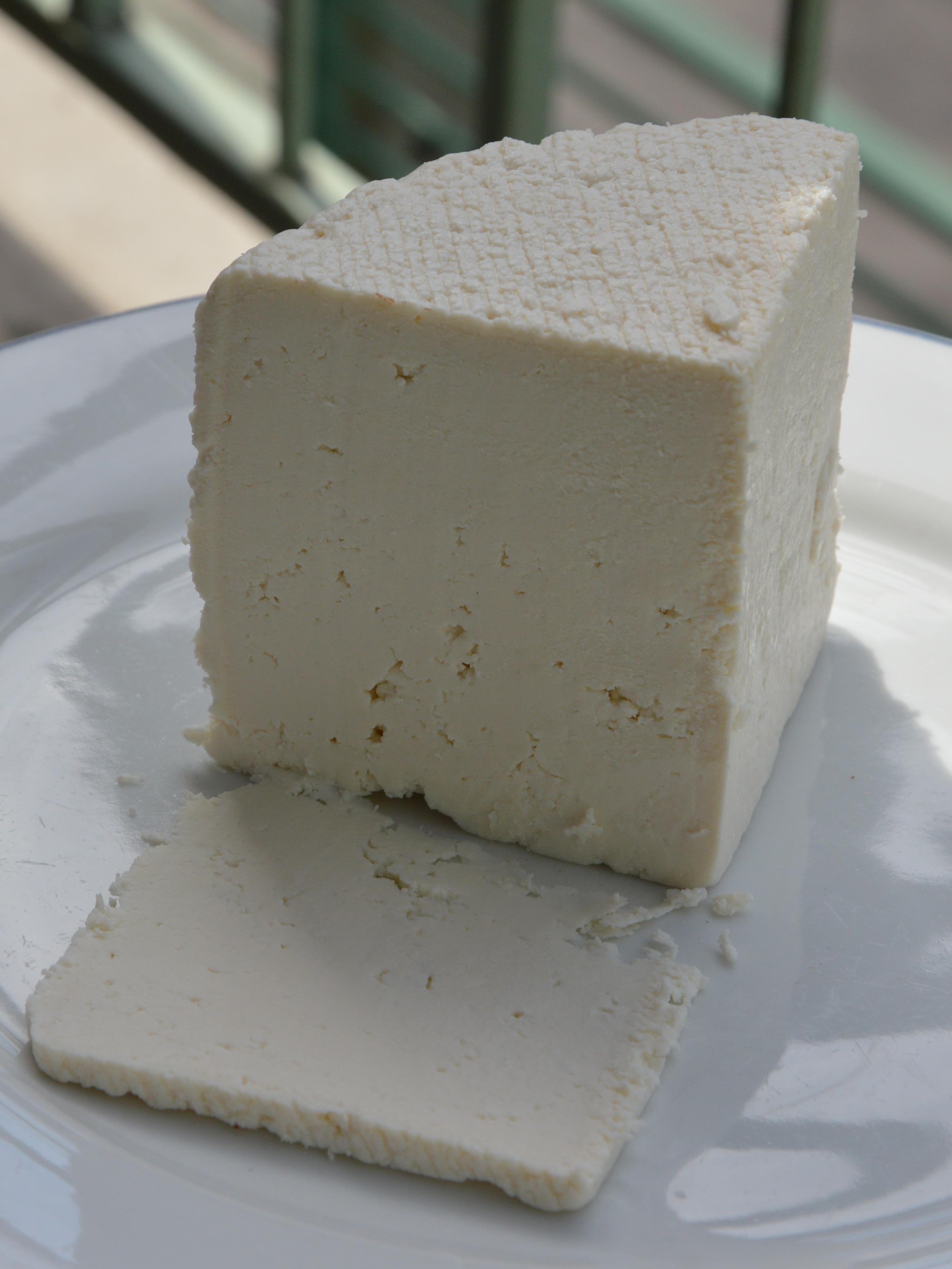
Ser orda, jeden z serów zwarowych

Sery zwarowe – sery wyrabiane ze zwaru (mieszaniny tłuszczu i białka, uzyskiwanej poprzez podgrzanie podpuszczkowej serwatki zakwaszonej kulturami bakteryjnymi), przerobionego z twarogiem, często z dodatkiem ziół, cukru, kakao, owoców.
Do tego rodzaju należy znany włoski ser ricotta.